# Vennbahn

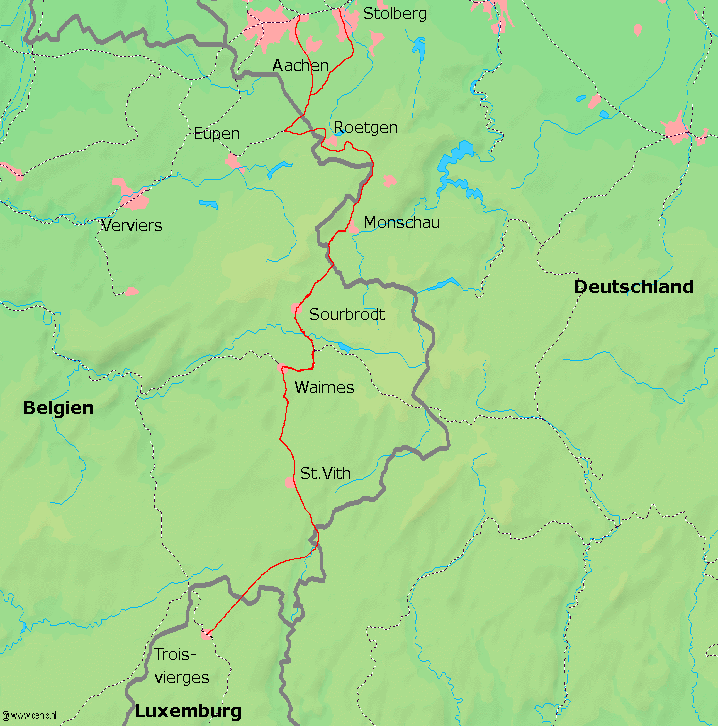
Mapa de la ruta del Vennbahnweg. La frontera belga-alemana anterior a 1958 al sur de Roetgen difería de la que se muestra.

El Vennbahn  ( pronunciación en alemán: /ˈfɛnbaːn/, "Ferrocarril de los pantanos") es una antigua línea de ferrocarril que fue construida - en parte a través de lo que entonces era territorio alemán - por los ferrocarriles estatales de Prusia. Actualmente, todo el trazado forma parte íntegra de Bélgica, debido a que tanto la línea como las estaciones y otras instalaciones pasaron a estar provisionalmente en territorio belga en 1919 (y luego de manera definitiva en 1922) en virtud de un artículo del Tratado de Versalles.
Esta situación creó seis pequeños exclaves de Alemania en el lado occidental de la línea, de los cuales quedan cinco. El tratado (no, sin embargo, la ubicación del trazado de la vía, per se) también creó un pequeño contraenclave belga, una isla de tráfico dentro de una intersección de carreteras alemanas de tres vías que duró hasta 1949.
La ruta es ahora una senda ciclable.

## Ruta
La línea, que era de ancho estándar, recorría unos 75 km a través de las Hautes Fagnes al sur de Aquisgrán y un trazado aproximado hacia el sur desde Eupen a través de Raeren (el sitio de depósito del material), Monschau y Malmedy a Trois-Ponts, con un 20 km (12,4 mi) ramal hacia el este desde Oberweywertz a Bütgenbach y Losheim. En Eupen se conectaba con la línea hacia Herbesthal, donde se unía a la línea principal Bruselas-Colonia. En Trois-Ponts se conectaba con la línea Lieja-Luxemburgo .

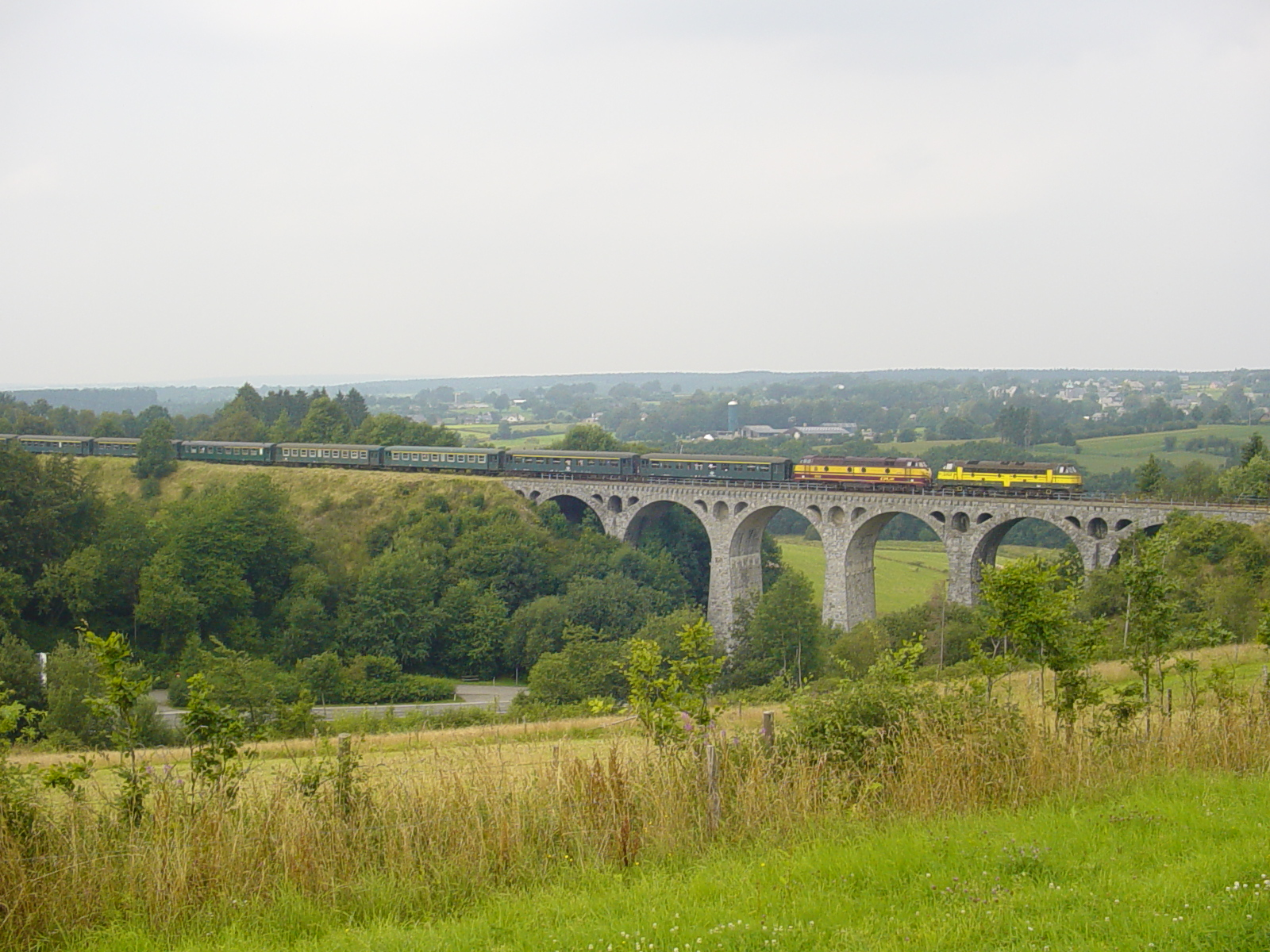
Viaducto de Vennquerbahn cerca de Bütgenbach, provincia de Lieja, Bélgica.

## Historia

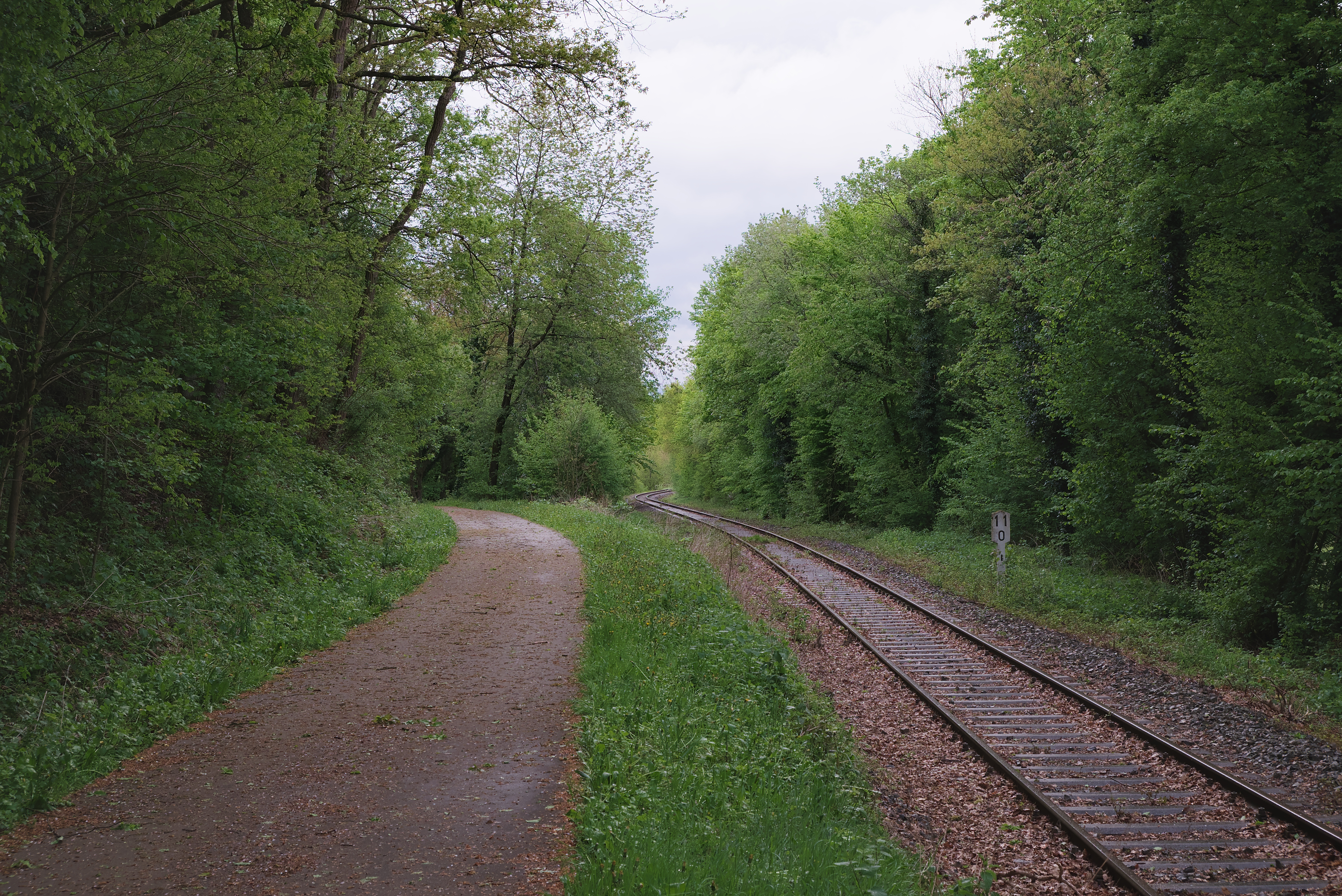
La antigua pista ahora es parte de una pista para bicicletas.

La línea fue construida para transportar carbón y hierro. El tramo de Aquisgrán a Monschau se inauguró el 30 de junio de 1885. La sección de Raeren a Eupen se abrió el 3 de agosto de 1887. El enlace a Walheim se abrió el 21 de diciembre de 1889.
Después de la Primera Guerra Mundial y debido al Tratado de Versalles, el Reich alemán tuvo que ceder los distritos de Eupen y Malmedy a Bélgica el 10 de enero de 1920. Como consecuencia de la nueva demarcación fronteriza, la ruta cambiaba varias veces entre el territorio del Reich alemán y Bélgica. Bélgica exigió que el Vennbahnweg  quedase bajo administración belga, ya que era de particular importancia económica para las ciudades de Malmedy y Eupen, y tuvo éxito en su petición. El 27 de marzo de 1920, una comisión de demarcación de fronteras, que incluía representantes de Francia, Reino Unido, Italia y Japón, determinó que el Estado belga debería ser el propietario de la línea ferroviaria, así como de sus estaciones. En ese momento esto generó seis exclaves alemanes, cinco de los cuales todavía existen actualmente.
El 18 de mayo de 1940, Adolf Hitler ordenó que el Reich alemán volviese a anexar la zona del ferrocarril y la Vennbahn volvió a prestar servicio como una línea totalmente alemana el 2 de junio de 1940. Sin embargo, tras la derrota de Alemania en 1945, se restableció la situación anterior a la guerra.
Después de la Segunda Guerra Mundial, el uso industrial del ferrocarril disminuyó constantemente, por lo que la línea se cerró finalmente por completo y se desmanteló parcialmente en 1989.

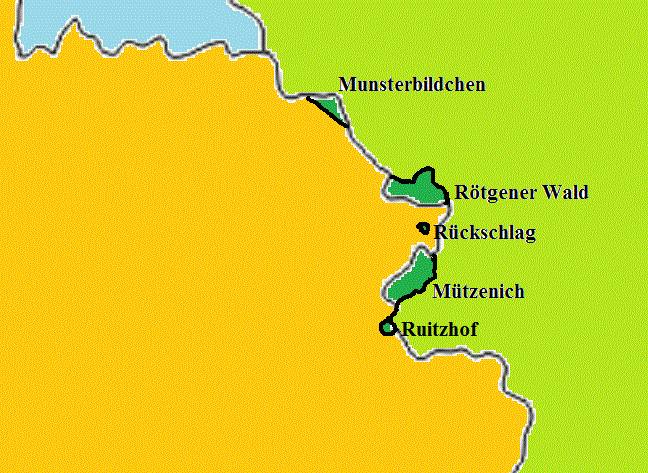
Mapa que muestra los enclaves y exclaves

### Operaciones ferroviarias

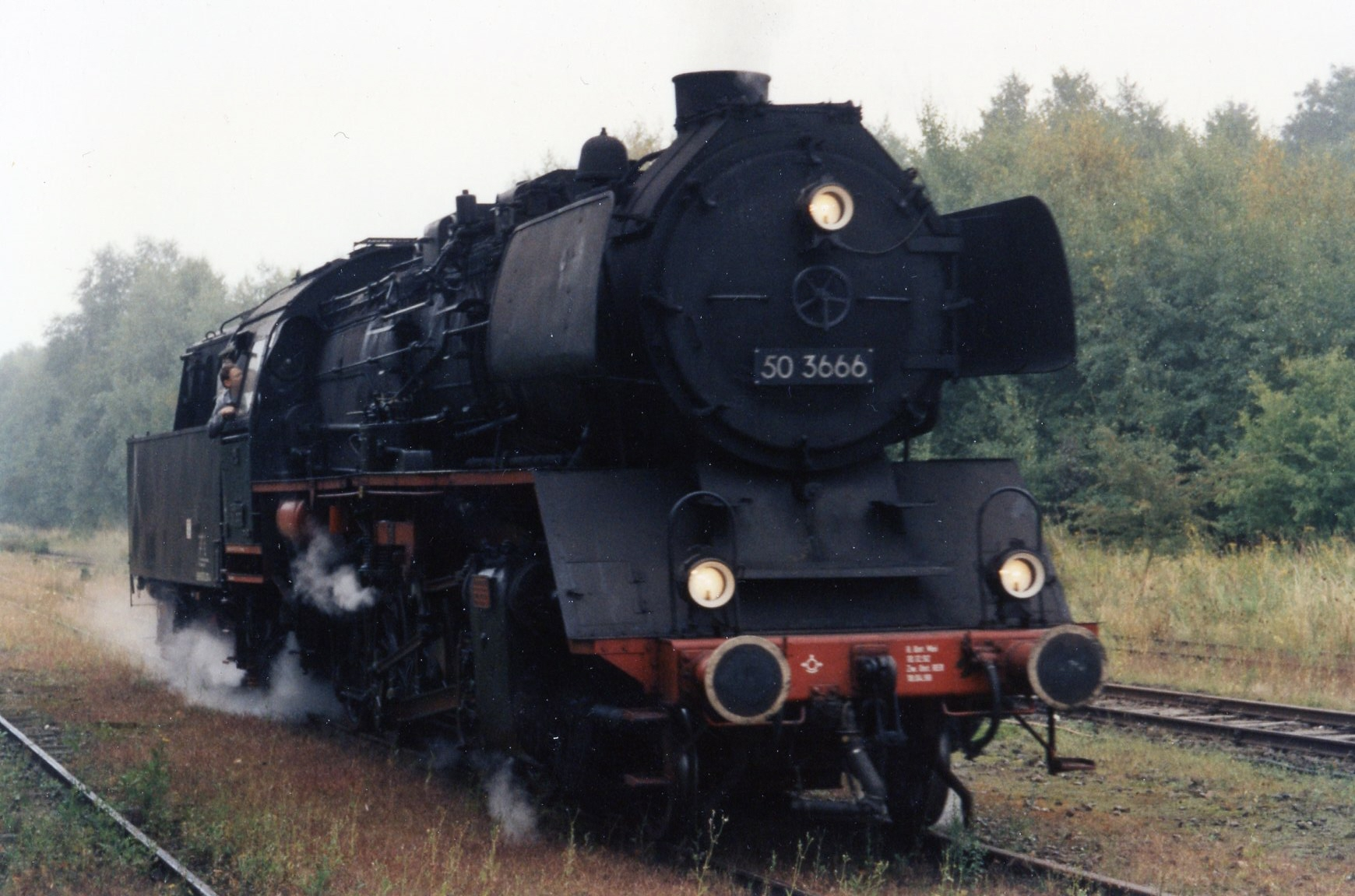
Kriegslok 50 3666 en Vennbahn en Raeren, 1 de septiembre de 2001

Hasta finales de 2001, la Vennbahn fue explotada por trenes turísticos, algunos de ellos con tracción a vapor. Fueron retirados por falta de fondos para mantener la línea. Parte de la pista entre Kalterherberg y Sourbrodt es utilizada ahora por dresinas. 
Se informó en 2008 que, con el Vennbahn sin servicio, Bélgica tendría que devolver los terrenos a lo largo de la línea a Alemania, lo que resultaría en la reunificación de los enclaves con territorio alemán. Sin embargo, los ministerios de Relaciones Exteriores de Alemania y Bélgica han confirmado desde entonces que el lecho de la vía, aunque en desuso, permanecerá como territorio belga y que, por lo tanto, permanecerán los enclaves alemanes.
El 4 de diciembre de 2007 se inició el desmantelamiento de la línea ahora en desuso y  en septiembre de 2008, la vía se había eliminado por completo entre Trois-Ponts  y Surbrodt.